# باتريشيا بير
باتريشيا بير (بالإنجليزية: Patricia Beer)‏ (4 نوفمبر 1919 في المملكة المتحدة - 15 أغسطس 1999 في المملكة المتحدة)؛ كاتِبة وشاعرة بريطانية. درست في جامعة إكزتر.